# Yoshihiro Togashi
Yoshihiro Togashi (Togashi Yoshihiro: kanji: 冨樫 義博; hiragana: とがし よしひろ, Yamagata, Japón, 27 de abril de 1966) es un mangaka e ilustrador japonés, reconocido por las obras Hunter x Hunter y Yū Yū Hakusho. La mayoría de sus trabajos han sido publicados en la revista Weekly Shonen Jump. Está casado con Naoko Takeuchi, autora del manga Sailor Moon. Su hermano menor, Hideaki, también es mangaka.

## Biografía

### Primeros años
Nació en la ciudad de Shinjō, situada al norte de la prefectura de Yamagata, dentro de una familia dueña de una papelería local.
Comenzó a dibujar manga casualmente entre su primer y segundo año de escuela primaria Municipal de Shinjo, se graduó en la escuela secundaria Shinjo Kita de la prefectura de Yamagata, en este colegio se unió al club de bellas artes, luego estudió en la facultad de educación en la universidad de Yamagata queriendo convertirse en profesor.[cita requerida]

## Carrera

### Primeros mangas
Debutó como mangaka en 1986 con veinte años, creó la historia corta one shot: "Buttobi Straight" la cual ganó una mención de honor en los cotizados premios Tesuka en su edición de 1987, durante este periodo también crea la historia corta Sensēha Toshishita!! (¡¡Sensei es más joven!!).
Después creó otro trabajo llamado "Jura no Miduki" una obra protagonizada por una chica que manipula a las plantas teniendo la capacidad de entenderlas y hablarles, publicada en el volumen 1 en marzo de 1987 de la Hop Step Sho Selection, revista que le concedió una mención de honor del premio "Hop Step" anual de la editorial Shueisha, y mencionado en la sección de condecoraciones de la Weekly Shonen Jump, en la edición 21 el 4 de mayo de 1987.[cita requerida] Con estos logros y tras dejar a un lado su sueño de convertirse en profesor es contactado por la revista Weekly Shonen Jump la cual lo convence de concentrarse en una carrera como mangaka mudándose a la ciudad de Tokio.

### Primeras serializaciones: Primer tomo compilatorio y Tende Showaru Cupid.
Su primer trabajo publicado ampliamente fueron seis comedias en las cuales se incluye Buttobi Straight "Toda regalo de cumpleaños" ambientada en el mundo real ligada a los juegos de video, "Detectives ocultos", su primer trabajo con más de 40 páginas publicadas en dos capítulos de 1988 y 1989, un trabajo que combina el razonamiento y lo oculto, "Horror ángel" (ángel del horror), una comedia romántica con el espíritu de una película misteriosa donde el autor explora más su amor por el horror.
"Ōkami Nante Kowakunai" (No tengo miedo del lobo) una comedia romántica con un hombre lobo como personaje principal, siendo su primera publicación en la revista semanal Weekly Shonen Jump en la edición 20 de 1989, marcando su entrada definitiva en la revista e inicio con obras serializadas. Las historias publicadas entre noviembre de 1987 y abril de 1989 son recopiladas en formato tankōbon o volumen en 1989 titulado como el one shot Ōkami Nante Kowakunai!
Luego aparece "Tende Showaru Cupid" (el malvado e incapaz cupido) creado entre 1989 y 1990 con 32 capítulos y recopilados en 4 volúmenes o tankōbon, publicados en la misma editorial. Nos narra la historia de Ryuji, un chico tímido de quince años que vive con sus hermanastras y su padre, líder y heredero de una familia y tradición de conquistadores y dominantes hombres, a la cual Ryuji intenta huir pero su padre por todos los medios busca que su hijo acoja las tradiciones familiares, en esta obra que combina la comedia con el romance y lo fantástico, el autor se inspira en la mitología japonesa, el one shot Sensēha Toshishita!! es publicado en el cuarto tomo, la serie fue reeditada en 1994 y en modo compacto en 2002 siendo un primer y modesto éxito antes de su masiva popularidad con sus siguientes obras.

### Éxito masivo:Yū Yū HakushoyLevel E
Yusuke Urameshi es un joven rebelde que tras morir se convierte en un detective del inframundo, la serie consta de 175 capítulos publicados entre 1990 y 1994 y recopilada en 19 tankobond, cosecha un gran éxito y hace de Togashi uno de los mangakas más exitosos y reconocidos, una adaptación animada se realiza entre 1992 y 1994 aumentando su popularidad. De esta obra también se crean dos películasYū Yū Hakusho Gekijōban (el secuestro de koenma) de 1993 y Yū Yū Hakusho: Meikai Shitouhen Honoo no Kizuna (Los invasores del infierno) de 1994, además de unas OVAs tipo videoclip como: Heizō Hakusho I y Heizō Hakusho II... entre 1995 y 1996. Después de eso Togashi toma un receso creativo, por motivos de cansancio.
Yū Yū Hakusho ha vendido más de 50 millones de copias sólo en Japón. y ha sido editado en varios países como Francia, Italia y Estados Unidos, en Argentina por la editorial Ivrea, en México por el Grupo Editorial Vid y en España por la editorial Glénat. El caso del Anime se transmitió en España en idioma catalán por el extinto canal público K3, en Brasil por la cadena Rede Manchete y en toda Latinoamérica doblado al español ibérico transmitido en diferentes cadenas de televisión y canales de televisión paga, igualmente el Anime fue doblado y transmitido en diferentes idiomas, en Estados Unidos donde compitió con la popular serie Dragon Ball Z ayudando a que el anime y el manga se hicieran conocidos en Estados Unidos.[cita requerida]
En la mitad de los años 90 aparece otro trabajo de Togashi llamado Level E, que trata sobre un joven universitario que debe devolverle la memoria a un alienígena, que en realidad es un príncipe de un planeta lejano el cual es atacado por aliens de otros planetas e intenta por medio de sus contactos mantener la paz, publicado entre 1995 y 1997 con 16 capítulos recopilados en con 3 volúmenes.
En 2011 se hizo un anime de esa serie por el mismo estudio de animación que elaboró la serie Yū Yū Hakusho, Studio Pierrot junto a TV Tokyo, y David Production, bajo la dirección de Toshiyuki Katou contando con 13 episodios. A diferencia de su previa obra Togashi explora la comedia con elementos de ciencia ficción en su totalidad.

### Hunter x Huntery actualidad
El 3 de marzo de 1998, Togashi reaparece con el Manga Hunter X Hunter publicado en la misma editorial que en sus trabajos anteriores, en esta ocasión Togashi retoma varias fórmulas usadas en Yu Yu Hakusho conservando elementos de acción, comedia y horror. Nos narra las aventuras de Gon quien busca convertirse en cazador para entender las motivaciones de su padre, junto a Killua, Kurapika y Leorio, cuatro jóvenes con diferentes motivaciones y contextos que se harán amigos encontrando obstáculos y recompensas que les mostraran un mundo lleno de misterios, aventuras, obstáculos y contradicciones en los diferentes caminos que eligen para lograr sus objetivos.
Una primera adaptación animada se vería en un episodio mostrado en el “Jump Super Anime Tour" de 1998, adaptado al anime. En 1999, bajo la dirección de Kazuhiro Furuhashi y la producción de Nippon Animation en la cual Togashi estaría más inmerso, esta adaptación tendría una gran acogida en Japón y un final momentáneo tras alcanzar en su historia al manga, a petición de los fans se realizan tres series de ovas en 2001 dirigida por Satoshi Saga, en 2003 y 2004 dirigidas por Yukihiro Matsushita y Makoto Sato respectivamente, en 2011 se realiza una segunda adaptación por el estudio Madhouse cubriendo hasta el volumen 28 del manga, este mismo equipo realiza el film Hunter × Hunter: Phantom Rouge, con un libreto completamente original.
Hunter X Hunter es uno de los títulos más famosos de Togashi en Japón, extendiéndose en todo el mundo incluyendo el anime, sin embargo, problemas de salud que ya venía manifestando durante la realización de Yu Yu Hakusho empeoraron, esta obra se ha visto afectada por una intermitencia en su publicación muy marcada, a la fecha Hunter x Hunter se ha vuelto su trabajo más longevo, con más de 400 capítulos recopilados en 38 volúmenes, y también el más exitoso, con más de 80 millones de volúmenes vendidos.
En 2001 Togashi fue el séptimo editor en jefe de "Weekly Shonen Jump".[cita requerida]
En 2017 escribe el manga de dos capítulos Akuten Wars (悪天ウォーズ) ilustrado por Hachi Mizuno y publicado en las ediciones septiembre y diciembre de la Grand Jump, este mismo año ilustra versiones manga de la cantante Jun Togawa y la banda de rock Vampillia con motivo de un álbum en conjunto.
Tras casi 4 años de no publicar el manga, se publican 10 capítulos entre octubre y diciembre de 2022, suficientes para realizar el tomo 38 de la serie, sin embargo, el 21 de diciembre debido a los problemas de salud de Togashi, específicamente de su espalda, se comunica que Shueisha finalmente decide mover la publicación a una revista aún sin especificar si será bisemanal o mensual dentro de la misma editorial, Togashi comento: “Me gustaría continuar de una forma que no moleste a otras personas tanto como sea posible”
A pesar de este anuncio, el cambio de revista nunca se concretó, y Hunter x Hunter continuó formando parte oficialmente de Weekly Shōnen Jump. En 2024, Togashi publicó otros 10 capítulos, del 400 al 410, correspondientes al tomo 39 de la serie. Luego del capítulo 410, la serie volvió a entrar en pausa, aunque Togashi se mantuvo activo en su cuenta de X (anteriormente Twitter) hasta diciembre de 2024, donde comunicó que seguía escribiendo nuevos capítulos.

## Vida personal
El 6 de enero de 1999, Togashi se casó con la famosa mangaka Naoko Takeuchi, autora del famoso manga "Bishoujo Senshi: Sailor Moon"; los dos fueron presentados en una fiesta conducida por Kazushi Hagiwara en agosto de 1997. Al siguiente año Takeuchi ayudo a Togashi como asistente por un breve tiempo dando texturas y sombras para su manga Hunter X Hunter. A la boda acudieron varios amigos y artistas de manga, así como los actores de voz para las serie Yu Yu Hakusho y Sailor Moon, su primer hijo nació en 2001, a la fecha tienen dos hijos y colaboraron en un libro para niños en 2005 titulado Oobo— Nu— Tochiibo— Nu— (おおぼーぬーとちぃぼーぬー), donde Takeuchi escribe y Togashi ilustra. Gracias a este matrimonio, Togashi empezó a ser conocido por los seguidores como el Sr. Takeuchi. [cita requerida]
El carácter de Togashi es el propio de un autor de manga cómico, y es, en palabras de su propia esposa "un tipo raro, desorganizado y un auténtico maníaco de los videojuegos". Ellos hacen una curiosa pareja, sin embargo Naoko dice que su esposo es un tipo honesto, simpático y con un muy buen sentido del humor, como demuestra esa manía de retratarse a sí mismo en sus free talks como un perro con gafas, tal cual aparece en un cameo que hizo en el anime Hunter x Hunter.
Togashi disfruta de los videojuegos estilo juego de mesa y de los bolos con su familia. También le gusta ver películas de terror, y considera que Don't Look Up ((女優霊, Joyû-rei, lit) y Dawn of the Dead son sus favoritas. Togashi cita al diseñador de efectos visuales H. R. Giger como una gran influencia.
Togashi sufrió una inmensa cantidad de estrés mientras trabajaba en Yu Yu Hakusho, lo que le causó patrones de sueño inconsistentes y dolor en el pecho. El 29 de marzo de 2011, Togashi y sus compañeros artistas de manga publicaron mensajes en el sitio web oficial de Shōnen Jump en apoyo a las víctimas del terremoto y tsunami de Tōhoku de 2011.
El 24 de mayo de 2022 abrió una cuenta en Twitter, al día siguiente, el número de seguidores superó los 1,2 millones siendo el mangaka con mayores seguidores en esta plataforma. Según el departamento de relaciones públicas de Shueisha, está a cargo él mismo convirtiéndose en la primera red social de directo seguimiento de su trabajo la cual se ha convertido en el primer referente para poder advertir y apreciar el continuo trabajo del autor.
Desde el 28 de octubre de 2022 al 9 de enero de 2023, la exposición "Exhibición de Yoshihiro Togashi -PUZZLE-" se llevó a cabo en la Galería del Centro de Artes Mori (piso 52 de la Torre Mori de Roppongi Hills) en Tokio para conmemorar el 35 aniversario de su carrera de pintura celebrada, la exposición contó con obras originales de sus principales obras, mercancía, así como datos nunca publicados de sus obras.
Tiene un hermano menor llamado Hideaki Togashi, quien también es artista de manga.
La papelería Togashi dirigida por su madre todavía está abierta en Shinjō, Yamagata, su comida favorita es arroz con curry.

### Estilo e influencias
El crítico de manga Jason Thompson se refiere a Togashi como una autor de manga nada ordinario que hace las cosas a su manera, señalando que sus primeros trabajos en historias cortas eran una mezcla de comedia “salpicaduras de referencias a films de horror”, para luego a los 24 años crea la comedia supernatural “Yu Yu Hakusho” siendo una de las tantas obvias copias de la fórmula Dragon Ball “Comienza como una comedia y entonces, una vez que a los lectores les gustan los personajes, los tienes pateándose el uno al otro” pero más que continuar y maximizar las ganancias, Togashi termina la serie abruptamente devolviendo la serie de combate a una de comedia, luego da paso a crear la serie 0% de combate y 100% de humor de ciencia ficción y horror Level E.[cita requerida]
Yū Yū Hakusho muestra menciones de lo Sobrenatural, los yōkai, los mundos paralelos y dimensionales, incluyendo la película Poltergeist las historias de horror y el folclor japonés, en Level E, Togashi explora la comedia con elementos de ciencia ficción en su totalidad.
Hunter x Hunter está inspirado en sus aficiones de recolectar objetos, en la creación de su trabajo invento un abecedario de estilo extraterrestre adaptándolo en el abecedario Hiragana, para los letreros de las ciudades y objetos de la serie. Con un estilo natural, muy parecido al de Jean Giraud y El garaje hermético, solo que Togashi emplea con plumas estilográficas, menos tramas mecánicas en su obra durante la cual ha usado pocos o ningún asistente.
El estilo de arte de Togashi comenzó haciendo uso de texturas y sombras para cambiar gradualmente al minimalismo, tanto Rika Takahashi de EX.org como Claude J. Pelletier de Protoculture Addicts encontraron que el estilo artístico en Hunter × Hunter era mucho más simple que Yu Yu Hakusho y Level E.
Thompson notó que las ilustraciones durante la publicación semanal en la revista de Hunter × Hunter son a menudo "incompletas" y faltan fondos, pero Togashi regresa y las arregla para su lanzamiento de recopilatorios tankōbon.
También escribió que a Togashi le encanta el gore y señaló que algunos paneles en Hunter × Hunter aparentemente están censurados por gore al estar cubiertos con screentone, texturas y sombras.
Desde 2006, Togashi ha tomado numerosas y largas pausas mientras serializa Hunter × Hunter. Algunos se debieron a enfermedades y dolor lumbar, mientras que los motivos de otros nunca se revelaron. Thompson especuló que el rendimiento lento de Togashi se debe a que es un perfeccionista que quiere hacer todo él mismo, y señaló que, si realmente quisiera, podría hacer que sus asistentes hicieran todo. En su libro de 2017, Sensei Hakusho, que relata su tiempo trabajando como asistente de Togashi de 1990 a 1997, Kunio Ajino declaró que Togashi era inusualmente generoso con su personal.
Togashi ha comentado como encuentra influencia de lo que ve a su alrededor, bien puede ser de una canción o un programa de televisión, ha declarado su interés por las películas de horror, dentro de su obra es frecuente encontrar referencias a diferentes religiones y creencias, dentro de su trabajo sus obras han sido influenciadas por otros mangakas como Junji Ito o Akira Toriyama y Kazuki Takahashi en diferentes momentos de su carrera.
Los artistas de manga Nobuhiro Watsuki y Pink Hanamori han citado a Togashi y Yu Yu Hakusho como una influencia. Es uno de los artistas favoritos del autor de Naruto, Masashi Kishimoto. Gege Akutami y su serie Jujutsu Kaisen fueron muy influenciados por Togashi e inspirados tanto por Yu Yu Hakusho como por Hunter × Hunter.

## Trabajos
- Sensēha Toshishita!! (1986, recopilado en el tomo 4 de Tende Showaru Cupid)
- Jura no Miduki (1987, publicada en Hop Step Award Selection Volume 1 y Ten de Shōwaru Cupid Volume 4)
- Ōkami Nante Kowakunai (1989)
  - Buttobi Straight (1987)
  - Tonda Birthday Present (1987, publicada en Weekly Shōnen Jump especial)
  - Occult Tanteidan (1988–1989, dos partes publicada en Weekly Shōnen Jump especial)
  - Horror Angel (1988, publicada en Weekly Shōnen Jump especial)
  - Ōkami Nante Kowakunai!! (1989, publicada en Weekly Shōnen Jump)

- Tende Showaru Cupid (1989-1990, publicada en Weekly Shōnen Jump))
- Yu Yu Hakusho (1990-1994, publicada en Weekly Shōnen Jump))
- Church! (チャーチ！, Chāchi!) [Togashi and co., autopublicación]
- Level E (1995-1997, publicada en Weekly Shōnen Jump))
- Hunter x Hunter (1998-Actualidad, publicada en Weekly Shōnen Jump)
- Akuten Wars (2017, publicada en Grand Jump Premium, solo historia, ilustrada por Hachi Mizuno)

## Otros
- Kamuten (かむてん) diseño [Mascota oficial de la ciudad de Shinjō] (1994)
- Yoshirin de Pon! (1994, Yu Yu Hakusho dōjinshi, distribuido en el summer Cómic Market de 94)
- Biohazard 3: The Last Escape Official Guidebook (1999, Publicada por ASCII)
- Algunas [no reveladas] arte e ilustraciones para "Dragon Kingdom" (ドラゴンキングダム, Doragon Kingudamu) juego de cartas (2000).
- Official Hunter × Hunter Guide (2004, Publicada por Shueisha)
- YuYu Hakusho Who's Who Underworld Character Book (2005, Publicada por Shueisha)
- YuYu Hakusho Illustrations (2005, Publicada por Shueisha)
- Oobo— Nu— To Chiibo— Nu— (2005, Publicada por Kodansha)
- Hetappi Manga Kenkyūjo R (2011, Publicada por Shueisha)
- Special Hunter × Hunter magazine cover (9 de agosto de 2016, Kōhō Shinjō [Shinjō Public Relations] Revista de agosto número. 704)
- "Jun Togawa con Vampillia"' ilustraciones y retratos del grupo (2017)